# Dieter Becker (Theologe, 1950)
Dieter Becker (* 8. Juni 1950 in Bünde) ist ein deutscher evangelischer Theologe. Er war von 1993 bis 2016 Professor für Interkulturelle Theologie, Missions- und Religionswissenschaft an der Augustana-Hochschule Neuendettelsau.

## Leben
Becker studierte in Bethel und Heidelberg Evangelische Theologie und promovierte mit einer systematisch-theologischen Arbeit über Martin Buber und Karl Barth. Er habilitierte sich im Fach Religionsgeschichte und Missionswissenschaft an der Universität Heidelberg. Becker war  Dozent an der Theologischen Hochschule der Toba-Batakkirche in Pematang Siantar, Indonesien. Zugleich war er Mitglied des Lehrkörpers der South-East Asian Graduate School of Theology (SEAGST) in Singapur.
Becker war Vorsitzender der Deutschen Gesellschaft für Missionswissenschaft (DGMW), Mitglied der Theologischen Kommission des Evangelischen Missionswerks in Deutschland (EMW), Mitglied der Kommission für Theologische Ausbildung des EMW und Mitglied im Kuratorium der Missionsakademie an der Universität Hamburg.
Er ist Herausgeber der Reihen Beiträge zur Missionswissenschaft / Interkulturellen Theologie im LIT-Verlag (mit Henning Wrogemann) und Kirchen in der Weltgesellschaft im LIT-Verlag (mit Andreas Nehring).

## Ausgewählte Veröffentlichungen
- Karl Barth und Martin Buber – Denker in dialogischer Nachbarschaft? (= Forschungen zur systematischen und ökumenischen Theologie. Band 51). Göttingen 1986, ISBN 3-525-56258-6.
- Die Kirchen und der Pancasila-Staat. Indonesische Christen zwischen Konsens und Konflikt (= Missionswissenschaftliche Forschungen. Neue Folge, Band 1). Erlangen 1996.
- mit Andreas Feldtkeller: Es begann in Halle … Missionswissenschaft von Gustav Warneck bis heute (= Missionswissenschaftliche Forschungen., Neue Folge, Band 5). Erlangen 1997.
- Ohne Streit kein Frieden. Konflikte in Partnerkirchen in Indien, Indonesien und Ozeanien. Frankfurt am Main 1998.
- Globaler Kampf der Kulturen? Analysen und Orientierungen (= Theologische Akzente. Band 3). Stuttgart, Berlin, Köln 1999, ISBN 3-17-016155-5.
- Mission, Kommunikation, Medien. Frankfurt am Main 2000.
- Mit dem Fremden leben. Perspektiven einer Theologie der Konvivenz. Theo Sundermeier zum 65. Geburtstag. Teil 1: Religionen – Regionen (= Missionswissenschaftliche Forschungen. Neue Folge, Band 11). Erlangen 2000.
- Mit dem Fremden leben. Perspektiven einer Theologie der Konvivenz. Theo Sundermeier zum 65. Geburtstag. Teil 2: Kunst – Hermeneutik – Ökumene (= Missionswissenschaftliche Forschungen. Neue Folge, Band 12). Erlangen 2000.
- Pedoman Dogmatika. Suatu Kompendium Singkat Leitfaden der Dogmatik. Ein Kompendium. Jakarta/Indonesien 1991. 5. Auflage 2002.
- Mission verstehen. Themen und Thesen interkultureller Forschung (= Missionswissenschaftliche Forschungen. Neue Folge, Band 28). Neuendettelsau 2012, ISBN 978-3-87214-358-7.